# سیارک ۷۰۹۷
سیارک ۷۰۹۷ (به انگلیسی: 7097 Yatsuka، نامگذاری:1993TF) هفت هزار و نود و هفتمین سیارک کشف شده‌است که در ۸ اکتبر ۱۹۹۳ کشف شد.
قدر مطلق سیارک برابر ۱۳٫۸۰ است.